# Объединение Китая империей Восточная Хань
Объединение Китая империей Восточная Хань (кит. упр. 东汉统一战争, 25-37) или Восстановление империи Хань — период китайской истории, когда в конце правления установленной узурпатором Ван Маном династии Синь страна развалилась на части, и была вновь объединена династией Хань.

## Падение династии Синь
В 17 году в Китае началось Восстание «краснобровых». В 22 году Лю Янь и Лю Сюань, принадлежавшие к шестому поколению потомков ханьского императора Цзин-ди, сумели привлечь на свою сторону войска горы Люйлинь и также подняли восстание. В 23 году Лю Янь одержал крупную победу над синьскими войсками, и был близок к тому, чтобы его провозгласили императором восстановленной империи Хань, однако лидеры повстанцев предпочли видеть во главе слабого Лю Сюаня, который в 23 году и был возведён на престол в Ваньчэне под тронным именем «Гэнши-ди»; Лю Янь стал при нём премьер-министром. Вскоре брат Лю Яня — Лю Сю — разгромил синьские войска в битве под Куньяном.
Многие последователи Лю Яня были недовольны тем, что императором стал Лю Сюань, а не он. Император арестовал одного из них — Лю Цзи — и казнил, а когда Лю Янь попытался вмешаться — казнил и его. Однако, чтобы загладить чувство вины за этот поступок, он дал Лю Сю титул «Усиньский хоу» (武信侯).
После этого две ханьские армии предприняли генеральное наступление против синьских войск: армия под руководством Шэньту Цзяня двинулась на Лоян, а армия Ли Суна — на Чанъань. С приближением ханьских войск население Чанъаня восстало; Ван Ман был убит в бою, а его тело было разорвано на куски победителями.

## Развал страны и провозглашение Восточной династии Хань
На короткое время страна казалась объединившийся; император перенёс столицу в Лоян и издал указ о том, что те чиновники династии Синь, которые будут лояльными к династии Хань, останутся на своих постах. Однако вскоре страна начала разваливаться. Уже зимой 23 года гадальщик из Ханьданя по имени Ван Лан заявил, что на самом деле он Лю Цзыюй — сын императора Чэн-ди; регионы к северу от Хуанхэ признали его императором. Туда был послан с войсками Лю Сю, который сумел привести территорию к покорности, в 24 году осадил Ханьдань и убил Ван Лана. За это Лю Сю получил титул «князя Сяо», однако подозревая, что император избавится от него так же, как и от Лю Яня, заявил, что регион ещё не усмирён полностью, и начал под этим предлогом концентрировать у себя войска.
В 24 году император вернул столицу в Чанъань и отправил Ли Бяо и Ли Чжуна в провинцию Сычуань, где Гунсунь Шу также провозгласил себя императором, однако эта экспедиция закончилась неудачей.
Тем временем группировка «краснобровых», находившаяся в Пуяне, решила разграбить Чанъань, и двинулась на запад, сметая пытающиеся её остановить лояльные императору армии. Лю Сю не вмешивался в этот конфликт, а консолидировал и расширял подконтрольную территорию, расставляя на ключевые посты лояльных себе людей.
Группировка во главе с Фан Ваном и Гун Линем решила восстать против Лю Сюаня, и похитила Жуцзы Ина — свергнутого Ван Маном предыдущего императора династии Хань. Однако Лю Сюань послал против них Ли Суна, который разгромил восставших и убил Жуцзы Ина.
Летом 25 года Лю Сю, наконец, открыто порвал с Лю Сюанем, объявив себя императором (его линия вошла в историю как Восточная Хань). Его генерал Дэн Юй захватил территорию современной провинции Шаньси.
С приближением войск «краснобровых» к столице часть генералов Лю Сюаня подняли восстание, и Чжан Ан вынудил Лю Сюаня бежать из Чанъаня. Тем временем «краснобровые» решили, что им тоже нужен император. В их родных местах был очень популярен живший за два века до этого Лю Чжан; они нашли троих его потомков, и выбрав самого младшего из них — 15-летнего Лю Пэнцзы — провозгласили его императором (на самом деле он, естественно, стал просто марионеткой в их руках).
Генералы, оставшиеся лояльными Лю Сюаню, смогли вытеснить Чжан Ана из столицы, но Чжан Ан и его союзники примкнули к «краснобровым», и вместе смогли быстро взять Чанъань. После того, как вести о падении Чанъаня достигли Лояна, город перешёл на сторону Лю Сю, который сделал его своей столицей.
Лю Сюань несколько месяцев скрывался у генерала Янь Бэня, но видя, что дело проиграно, вступил в переговоры с «краснобровыми» об условиях капитуляции, и вернулся в Чанъань, где передал Лю Пэнцзы императорскую печать, взятую у Ван Мана, а сам получил титул Чаншаского князя. В связи с тем, что войска «краснобровых» грабили столицу, столичные жители начали подумывать о восстановлении власти Лю Сюаня, и тогда вожди «краснобровых» предпочли его убить.

## Объединение страны

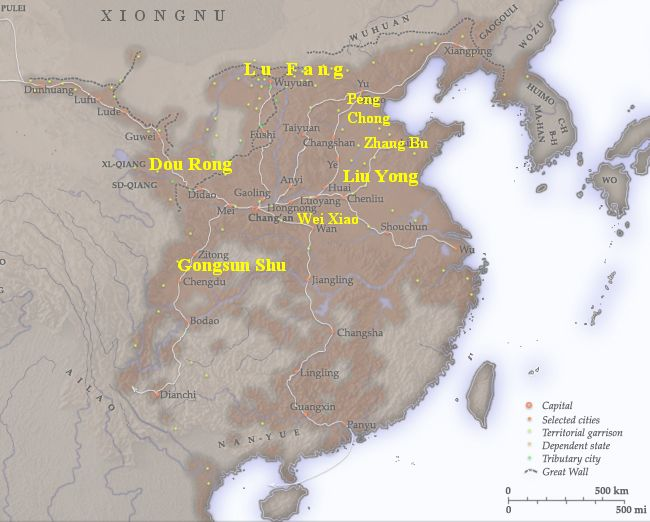
Китай в 25 году

В связи с тем, что в Гуаньчжуне не осталось ресурсов для «краснобровых», они решили вернуться в родным места — провинции Шаньдун и Цзянсу, однако Лю Сю преградил им путь под Ияном. «Краснобровые» (вместе с их марионеточным императором Лю Пэнцзы) были вынуждены сдаться империи Восточная Хань.
На тот момент в стране имелся ещё ряд региональных лидеров, контролирующих отдельные территории:
- Лю Юн, также претендовавший на то, чтобы быть легитимным императором династии Хань, контролировал восточную Хэнань и северную Цзянсу
- Пэн Чун, которого довёл до восстания Чжу Фу (один из чиновников Лю Сю), контролировал район современного Пекина
- Чжан Бу, который формально был подчинённым Лю Юну князем, но на самом деле контролировал Шаньдун как независимый правитель
- Вэй Сяо, номинально — губернатор Сичжоу, формально признававший Лю Сю, однако на самом деле независимо контролирующий восток современной провинции Ганьсу
- Доу Жун, номинально — губернатор Лянчжоу, формально признававший Лю Сю, однако на самом деле независимо контролирующий запад Ганьсу и север Цинхая
- Лу Фан, также претендовавший на то, чтобы быть легитимным императором династии Хань, при поддержке гуннского шаньюя Юя контролировал запад и центр современной Внутренней Монголии
- Гунсунь Шу, который провозгласил на территории современных Сычуани и Чунцина независимую империю Чэнцзя

Самым мощным из них был Гунсунь Шу, но он предпочёл сосредоточиться на развитии своего государства и не совершал походов вовне, поэтому Лю Сю доверил разбираться с ним Вэй Сяо и Доу Жуну. В 29 году силы Восточной Хань разгромили войска Лю Юя (сына и наследника Лю Юна). Пэн Чун был убит восставшими рабами, после чего его режим пал. Чжан Бу, видя бессмысленность сопротивления, покорился Восточной Хань и получил титул «хоу». В результате к 30 году весь Восточный Китай оказался в составе Восточной Хань.
Вэй Сяо, видя, как Восточная Хань объединяет страну, решил побороться за независимость. Он предложил Доу Жуну союз против Восточной Хань, но тот отказался. Когда Восточная Хань стала рассматривать возможность военного покорения Чэнцзя, то Вэй Сяо отговаривал её от этого, а после отказался выделить для этого войска.
Поняв, что ни Вэй Сяо, ни Гунсунь Шу не покорятся добровольно, летом 30 года Лю Сю начал кампанию против Вэй Сяо. В ответ Вэй Сяо формально признал главенство Гунсунь Шу, принял от него титул Шонинского князя, и попытался уговорить Доу Жуна присоединиться к нему. Доу Жун отказался, и атаковал Вэй Сяо вместе с Лю Сю. После некоторых первоначальных успехов войска Вэй Сяо были вынуждены отступить перед превосходящими силами. В 33 году Вэй Сяо умер, и ему наследовал сын Вэй Чунь. Зимой 34 года его столица Ломэнь пала, и Вэй Чунь сдался.
После этого Восточная Хань переключила своё внимание на Чэнцзя. В поход были отправлены две армии: армия под командованием У Ханя и Цэнь Пэна двинулась вверх по Янцзы из современной провинции Хубэй, а армия Лай Шэ и Гай Яня наступала из южной части современной провинции Шэньси. Вместо того, чтобы встретить армии на поле боя, Гунсунь Шу предпочёл попытаться убить их командующих. Убийство Цэнь Пэна и Лай Шэ привело к временной остановке восточноханьских сил, однако, перегруппировавшись, войска двинулись дальше, и в 36 году Гунсунь Шу капитулировал в своей столице Чэнду. После этого генерал У Хань вырезал более 10 тысяч человек.
После падения Чэнцзя Доу Жун передал свои земли императору. Лу Фан, первоначально покорившийся Восточной Хань, восстал вновь, но, будучи не в состоянии достичь успеха, в 42 году бежал к гуннам.